# Soldato semplice (film)
Soldato semplice è un film italiano del 2015 diretto da Paolo Cevoli.

## Trama
Prima guerra mondiale, dopo la disfatta di Caporetto dell’ottobre 1917, Gino Montanari, maestro di scuola elementare proveniente dalla Romagna, viene mandato al fronte a combattere per l'Italia nella guerra contro l'Austria-Ungheria. "Il Patacca", così chiamato dagli amici, è uno scapolo libertino, antinterventista e ateo che, combattendo al fronte conoscerà diversi uomini e ragazzi provenienti dalle varie regioni italiane, seguirà gli ordini del cattivissimo tenente Italo Mazzoleni e stringerà amicizia con Aniello Pasquale, detto "’o Scugnizzo", che lo chiama caporale, il quale vedrà in Gino la figura paterna mai conosciuta.

## Produzione

### Regia
Il regista del film è il comico italiano del programma Zelig Paolo Cevoli, il quale ricopre per la prima volta nella sua carriera il ruolo di regista e attore in un lungometraggio.

### Riprese
Le riprese si sono svolte nell'estate del 2014 in più zone dell'Italia settentrionale, soprattutto in Valtellina, per rendere meglio l'idea degli scenari della Grande Guerra.

## Promozione
Il primo trailer ufficiale è stato diffuso dal canale YouTube il 25 marzo 2015.

## Distribuzione
Il film è uscito al cinema giovedì 2 aprile 2015, distribuito dalla Koch Media.